# Аукена
Аукена (фр. Aukena) — четвёртый по площади остров в архипелаге Гамбье (Французская Полинезия). Расположен в 5 км к юго-востоку от острова Мангарева.

## География
Остров скалист. Площадь составляет около 1,35 км². Высшая точка — 198 м. Длина Аукены составляет около 2,5 км, ширина — 0,5 км.

## История
Аукена был открыт в 1797 году англичанином Джеймсом Уилсоном. В начале XIX века на острове высадился первый католический миссионер, а в 1839 году была построена первая церковь.

## Население
В 2002 году на Аукене проживало всего 31 человек. Время от времени его посещают жители Мангарева. Главное поселение — деревня Пурирау.

## Административное деление
Административно входит в состав коммуны Гамбье.